# Ortsraum
Als Ortsraum wird in der Physik der Raum bezeichnet, der zur Beschreibung des Ortsfreiheitsgrads eines physikalischen Systems (z. B. ein Teilchen, mehrere Teilchen, Feld, Körper, Kristallgitter) benutzt wird.
Im Falle eines einzigen Teilchens oder eines Felds ist der Ortsraum der gewöhnliche dreidimensionale Euklidische Raum, der mit dem Raum übereinstimmt, den wir Menschen mit unseren Sinnen erfahren und in dem wir uns fortbewegen. Im Falle von mehreren Teilchen, einem Körper oder einem Kristallgitter kann es sich auch um höherdimensionale euklidische Räume handeln.

## Teilraum des Phasenraumes
Viele physikalische Systeme haben neben ihren Ortsfreiheitsgraden noch weitere Freiheitsgrade (wie Geschwindigkeit, Impuls oder Spin), die in zusätzlichen Räumen beschrieben werden, z. B. der Impuls im Impulsraum. So hat ein Elektron einen Orts- und einen Spinfreiheitsgrad, seine Beschreibung nur im Ortsraum ist daher unvollständig.
In der Mechanik und Statistischen Physik wird der Zustand eines Systems vollständig durch einen Punkt im Phasenraum festgelegt. Dieser ist das kartesische Produkt aus Orts- und Impulsraum. Quantenmechanische Zustände (wie obiges Elektron im Atom) werden allgemein in Produkträumen aus Hilberträumen beschrieben.

## Frequenzraum als Alternative
Manche physikalische Systeme können gleichwertig in verschiedenen Räumen beschrieben werden. Die Betrachtungsweise hängt nur mit der Problemstellung zusammen, so ist die technische Bearbeitung bestimmter Fragestellungen in einem der beiden Räume oft einfacher:
- Schwingungen bzw. Wellen können aufgrund der Fouriertransformation wahlweise im Orts- oder im (Orts-)Frequenzraum beschrieben werden.
- In der Elektrodynamik und Quantenmechanik wird der Raum der fouriertransformierten Wahrscheinlichkeitswellen als Impulsraum bezeichnet.[3][4] Somit gibt es in der Quantenmechanik die Ortsdarstellung sowie die Impulsdarstellung.
- Örtlich periodische Strukturen (Kristallgitter) werden in der Kristallographie bzw. Festkörperphysik wahlweise im Orts- oder im Reziproken Raum (Raum der Ortsfrequenzen) beschrieben.[5]